# TuS Erndtebrück
Turn- und Sportverein Erndtebrück 1895 e.V. é uma agremiação esportiva alemã, fundada em 1895, em Erndtebrück,  em Siegen-Wittgenstein.

## História
O TuS foi originalmente criado a partir dos departamentos de de Ginástica Olímpica e cresceu em 1897 para incluir uma banda recém-formada. Após a fusão com o VfB Erndtebrück, em 1921, o clube foi renomeado Turn- und Sportverein Erndtebrück e formou um departamento de futebol na época. Em 1953, a natação e os departamentos de esportes de inverno foram formados, e os esquiadores se tornar muito bem-sucedidos. Outros esportes foram acrescentados ao longo dos anos, incluindo boliche (1963), artes marciais (1988), Taekwondô (1992), e jiu-jitsu (2003).
Os atletas do futebol conseguiram sua promoção à Verbandsliga Westfalen (VI) em 2000. Por pouco não avançou à Landesliga quando perdeu uma partida do play-off para o SV Hohenlimburg. A equipe terminou, em 2007-2008, e como vice-campeão atrás do SpVgg Erkenschwick, em 2009-2010, antes de finalmente conquistar o título da liga, em 2011, para avançar para a NRW-Liga (V). Nessa mesma temporada, a segunda equipe conquistou o título da Bezirksliga para avançar à Landesliga, batendo o Sportfreunde Siegen para ganhar a Kreispokal.

## Títulos
- Westfalenliga (V) Campeão: 2010-2011;
  - Vice-campeão: 2009-2010;

### Segunda equipe
- Campeão da Beziksliga: 2010-2011;
- Campeão da Kreispokal: 2010-2011;

## Cronologia recente
(Quelle:  Internetplattform fussball.de)
| Temporada | Liga                         | Colocação |
| --------- | ---------------------------- | --------- |
| 2004/05   | Westfalenliga (VI)           | 7º        |
| 2005/06   | Westfalenliga                | 9º        |
| 2006/07   | Westfalenliga                | 8º        |
| 2007/08   | Westfalenliga                | 3º        |
| 2008/09   | Westfalenliga                | 7º        |
| 2009/10   | Westfalenliga                | 2º        |
| 2010/11   | Westfalenliga                | 1º ↑      |
| 2011/12   | Nordrhein-Westfalen-Liga (V) | 15º       |
| 2012/13   | Nordrhein-Westfalen-Liga     | º         |